# Ноннетт
Ноннетт (фр. nonnette, «маленькие монахини», от nonne, «монашка») — французская выпечка, напоминающая небольшой пряник. Готовится из меда, ржаной муки, обычно наполнен апельсиновым мармеладом или мёдом. Его также обычно глазируют смесью яичных белков, сахара и лимонного сока, и часто подают на Рождество.
Ноннеты, как правило, имеют липкую, влажную текстуру из-за глазури и пряный вкус из-за сочетания кардамона, имбиря, корицы, мускатного ореха и душистого перца.

## История
Ранние записи показывают, что они были созданы монахинями в аббатстве в Средние века, что отразилось в названии.
Пряники считаются фирменным блюдом Реймса в регионе Шампань — Арденны, где их готовят исключительно из апельсинового мармелада, глазированного яичным белком и цветочным медом с Марны. Также можно приправить апельсиновой водой, драже, лимоном и «нонпарель». Реймс издавна славился своими пряниками, в середине XVIII века в нём работала дюжина мастеров по изготовлению имбирных пряников. Жителей Реймса тогда прозвали «пожирателями имбирных пряников», а ноннетты стали традиционным подарком на праздник Святого Николая. Они экспортировались благодаря ярмаркам Реймса в Париж и крупные города севера и востока Франции. Архиканцлер Империи Камбасерес регулярно заказывал ноннетты из Реймса, было принято предлагать их при дворе посетителям. Таким образом, небольшой имбирный пряник с джемом стал в XVIII веке одним из основных кондитерских изделий города Реймса. По традиции ими закусывают шампанское.
В настоящее время только компания Maison Fossier все ещё производит ноннетты из Реймса, потому что вариант ноннетток из Дижона и Бургундии, допускающий начинку из абрикоса, чёрной смородины, и глазурь из фруктового сиропа с мёдом, вытеснили фирменное блюдо Реймса в конце XIX века. Ноннетты издавна готовили во французском Дижоне. Дижонские ноннетты теперь широко популяризируются местными производителями. Например Mulot & Petitjean, хлебопекарной компанией, основанной в Дижоне в 1796 году, которая начала упаковывать и продавать ноннеттки широкой публике.
Разновидности ноннетт известны и в Лотарингии в Баккаре, и в Лионе, и даже в более южных регионах.

## Галерея

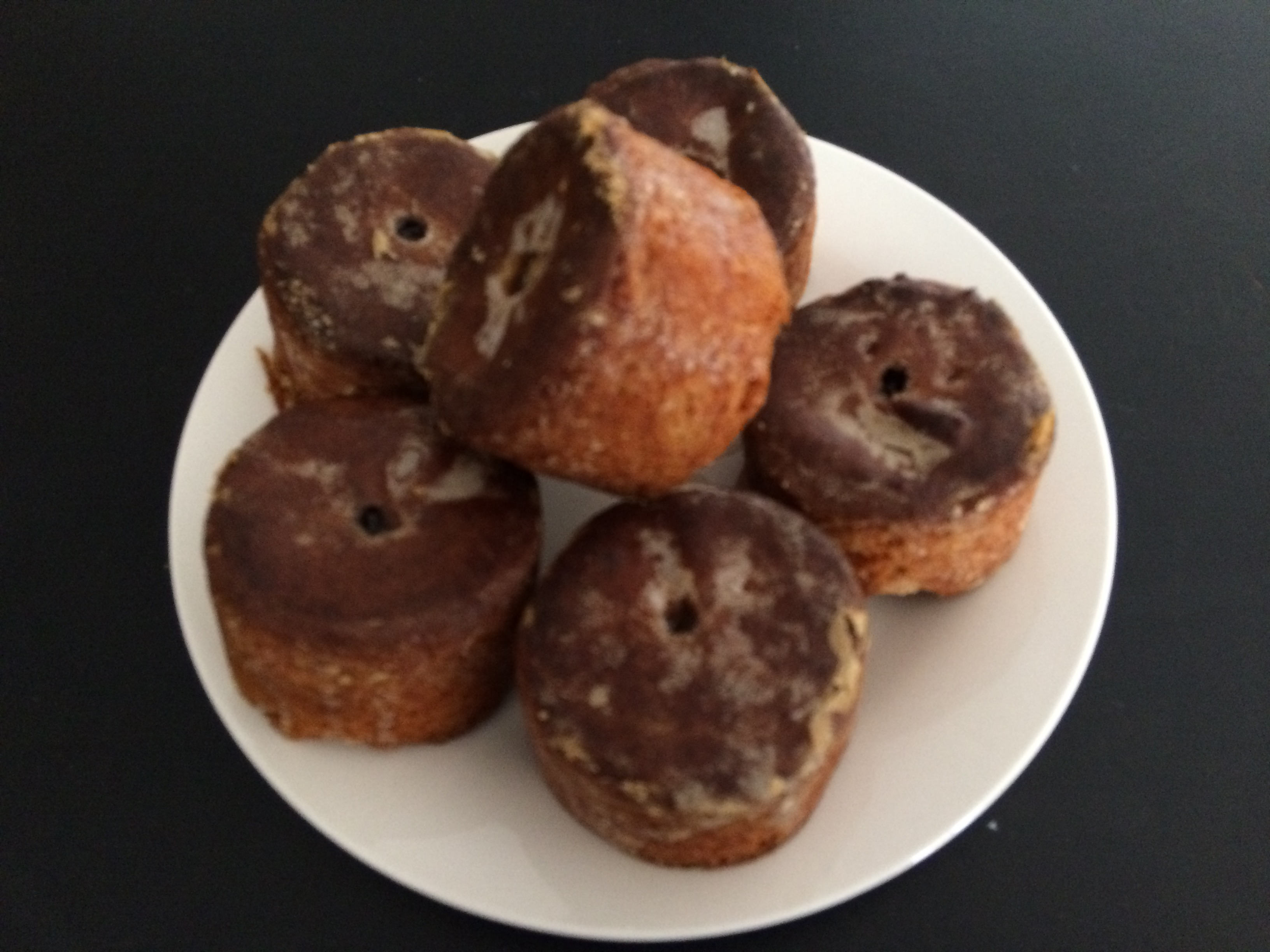
Глазурированные ноннетты
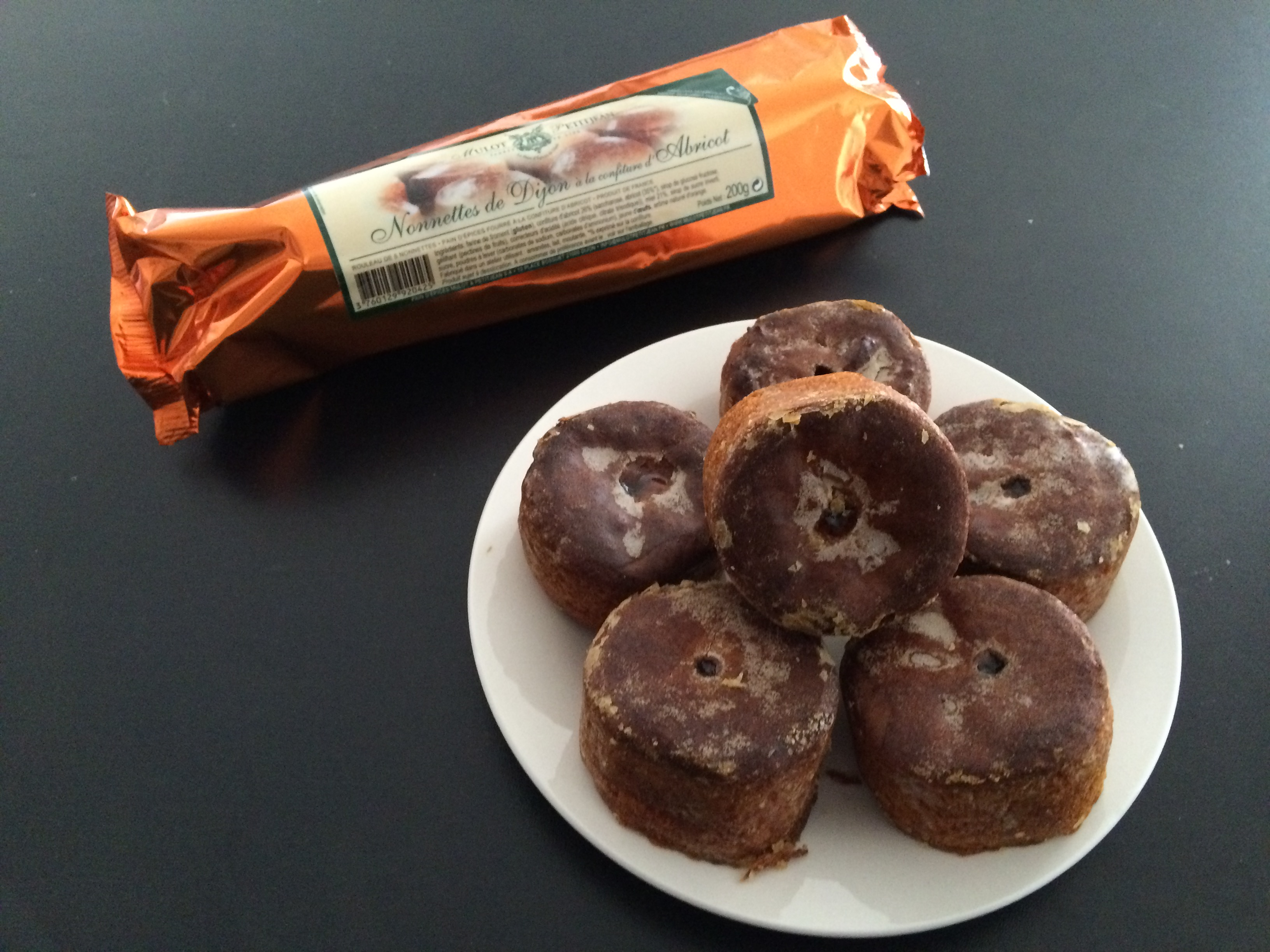
Ноннеты из Дижона компании Mulot & Petitjean
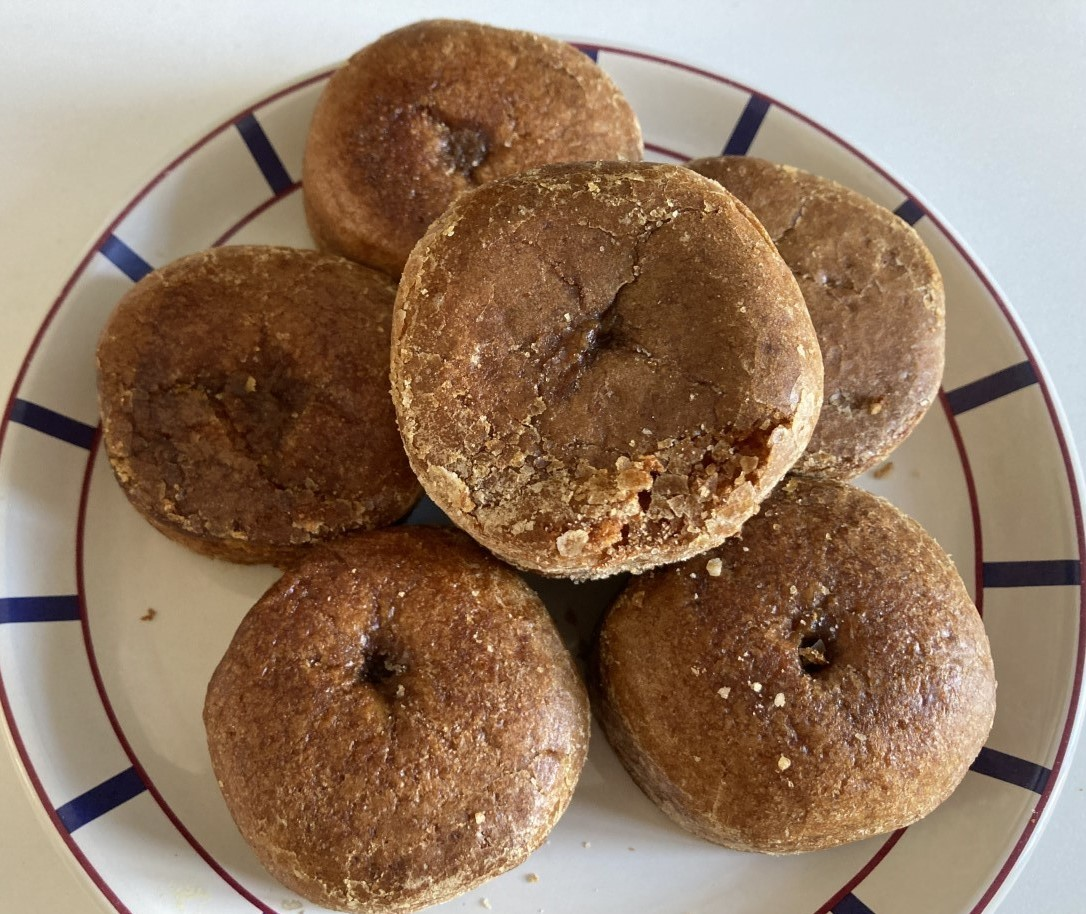
Сложенные ноннетты
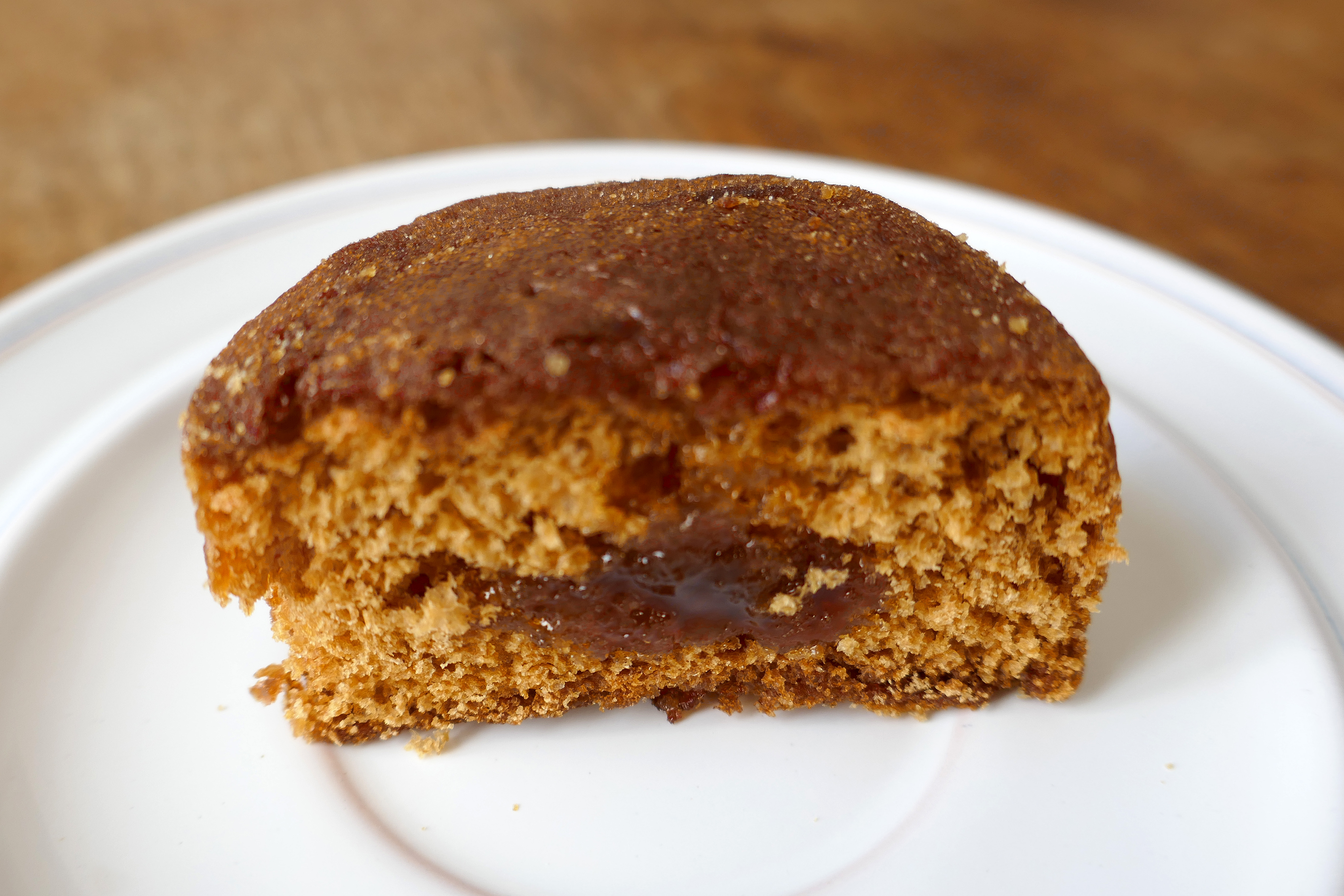
Разрезанный ноннетт